# Championnats du monde de ski nordique 2015
Navigation
Val di Fiemme 2013 Lahti 2017
Les Championnats du monde de ski nordique 2015 sont la 50e édition des championnats du monde de ski nordique de la FIS. Ils se déroulent à Falun, en Suède, du 18 février au 1er mars 2015.
La ville suédoise accueille pour la quatrième fois ce rendez-vous après 1954, 1974 et 1993.

## Attribution de la ville hôte
La limite de la soumission des candidatures fut fixée au 1er mai 2009. Chaque ville candidate reçut des instructions et un questionnaire détaillé par la FIS. À l'automne 2009, les membres du Comité technique ont tenu une réunion de travail avec chaque candidat pour examiner leur projet. Finalement, un rapport final a été présenté en mars 2010 par le groupe d'inspection du Conseil de la FIS.

### Finalistes et résultat
Les quatre candidatures finalistes étaient déjà candidates lors de l'attribution des Championnats du monde de ski nordique 2013 en 2008.
Le vainqueur a été élu au congrès d'Antalya, en Turquie, le 3 juin 2010.
| Ville      | Pays      | Championnats du monde déjà organisés | Place en 2008 | Vote de 2010 | Vote de 2010 | Vote de 2010 |
| Ville      | Pays      | Championnats du monde déjà organisés | Place en 2008 | 1er vote     | 2e vote      | Vote final   |
| ---------- | --------- | ------------------------------------ | ------------- | ------------ | ------------ | ------------ |
| Falun      | Suède     | 1954, 1974, 1993                     | 2e            | 6            | 7            | 8            |
| Lahti      | Finlande  | 1926, 1938, 1958, 1978, 1989, 2001   | 4e            | 5            | 5            | 7            |
| Zakopane   | Pologne   | 1929, 1939, 1962                     | 3e            | 3            | 3            | Éliminé      |
| Oberstdorf | Allemagne | 1987, 2005                           | 5e            | 1            | Éliminé      | Éliminé      |

## Sites

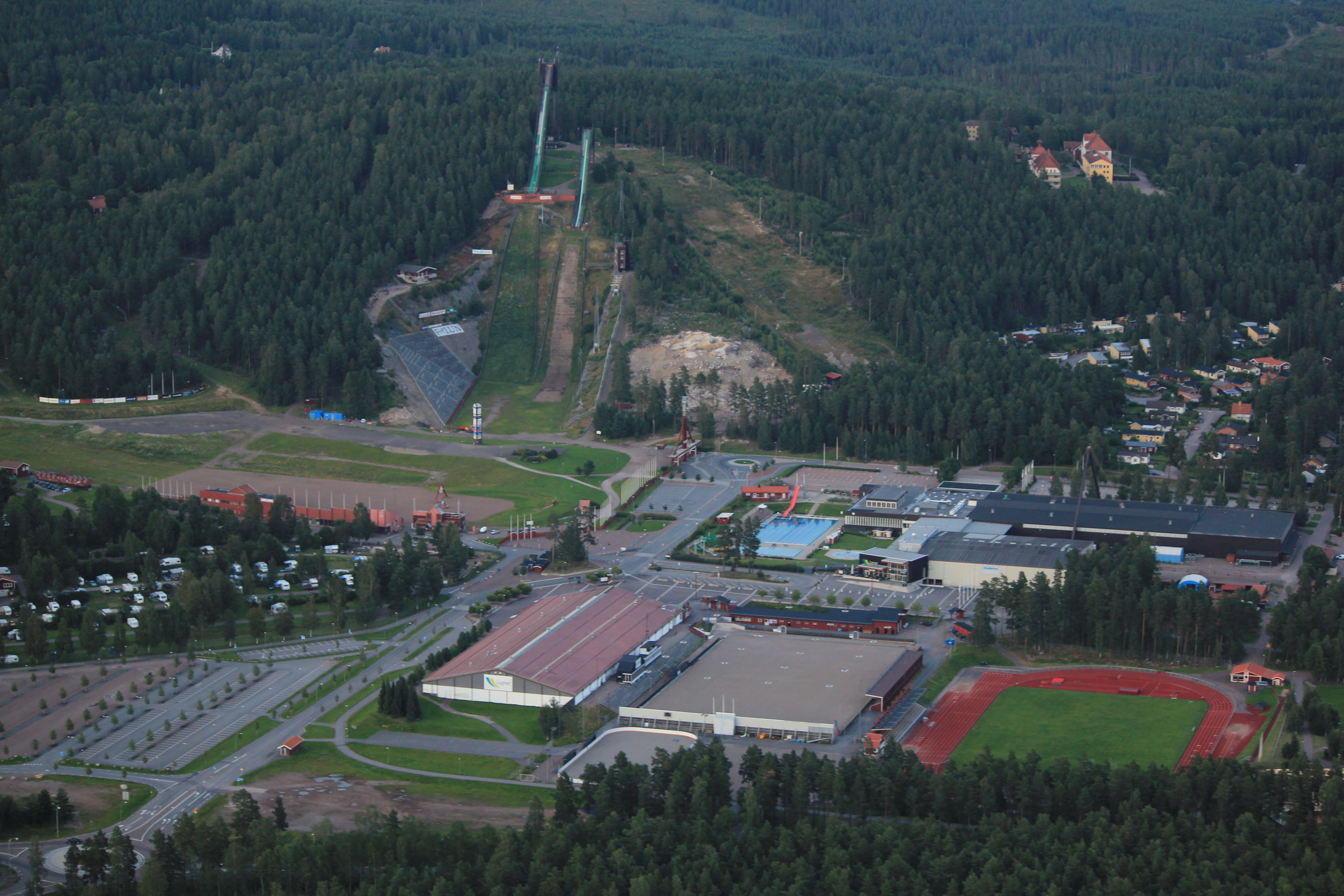
Complexe Lugnet

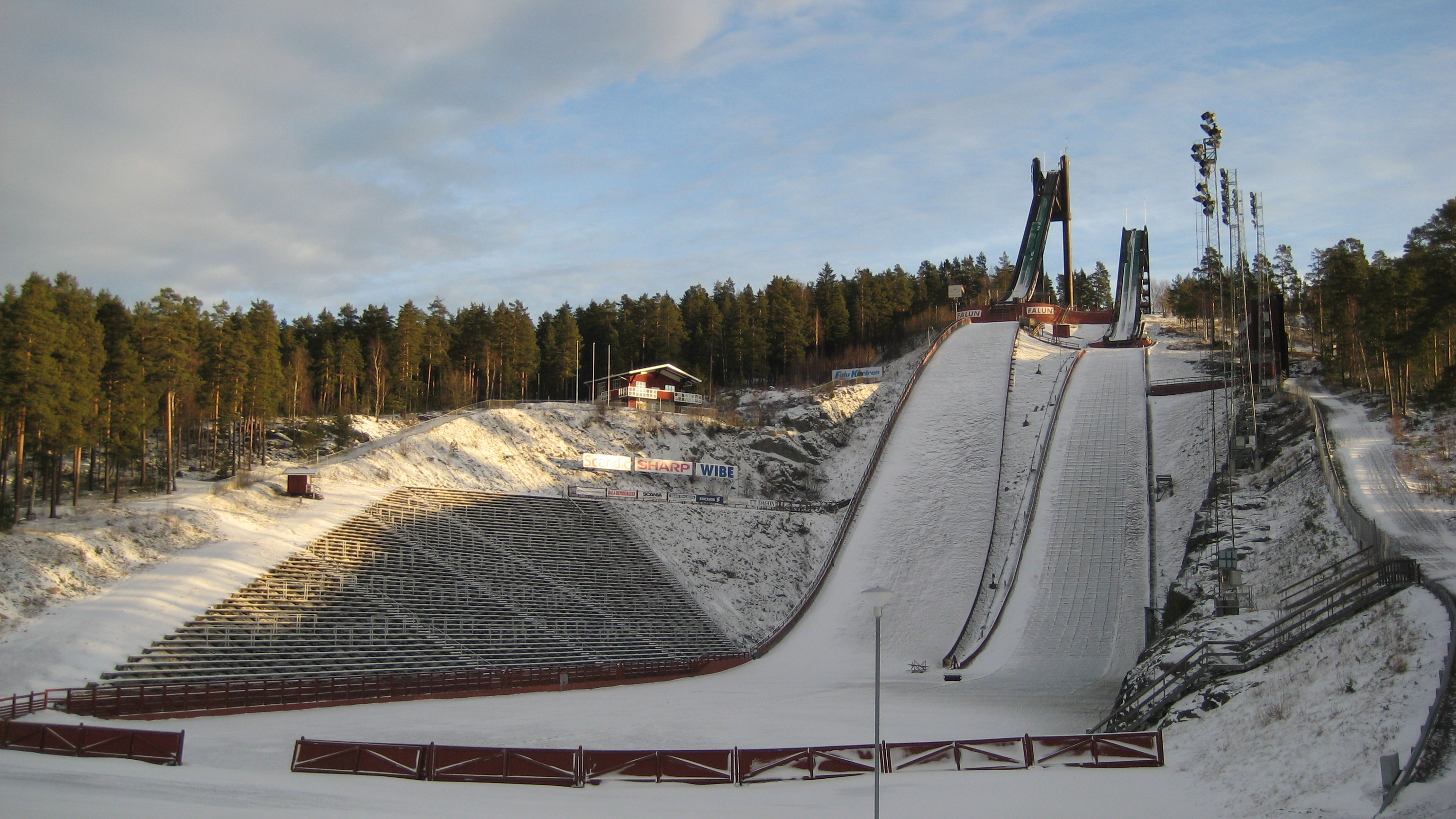
Tremplins Lugnet

- Ces championnats du monde se déroulent dans l'est de la ville, au complexe Lugnet qui peut accueillir jusqu'à 15 000 personnes.
- Les tremplins de Lugnet (un grand tremplin HS 134 et un petit tremplin HS 100) datent de 1974 et ont été rénovés entre 2012 et 2013 pour ces championnats.

Ils reçoivent souvent des épreuves de la coupe du monde de saut à ski.
- Le stade de ski de fond national « Riksskidstadion » est situé à quelques mètres des tremplins. Durant de nombreuses années, il a accueilli les finales de la coupe du monde de ski de fond.

## Calendrier
| q | Qualification | C | Course |

| Évènements                                              | Évènements                           | Évènements                           | Calendrier      | Calendrier | Calendrier      | Calendrier | Calendrier | Calendrier | Calendrier      | Calendrier | Calendrier      | Calendrier | Calendrier | Calendrier |
| Évènements                                              | Évènements                           | Évènements                           | 18              | 19         | 20              | 21         | 22         | 23         | 24              | 25         | 26              | 27         | 28         | 1er        |
| Évènements                                              | Évènements                           | Évènements                           | Février         | Février    | Février         | Février    | Février    | Février    | Février         | Février    | Février         | Février    | Février    | Mars       |
| Cérémonies d'ouverture et de clôture                    | Cérémonies d'ouverture et de clôture | Cérémonies d'ouverture et de clôture | •               |            |                 |            |            |            |                 |            |                 |            |            | •          |
|                                                         |                                      |                                      |                 |            |                 |            |            |            |                 |            |                 |            |            |            |
| S k i d e f o n d                                       |                                      |                                      |                 |            |                 |            |            |            |                 |            |                 |            |            |            |
| Hommes                                                  |                                      |                                      |                 |            |                 |            |            |            |                 |            |                 |            |            |            |
| Sprint Classique                                        |                                      | 13 h 30                              |                 |            |                 |            |            |            |                 |            |                 |            |            |            |
| Sprint Classique                                        | 15 h 15                              |                                      |                 |            |                 |            |            |            |                 |            |                 |            |            |            |
| Sprint par équipes Libre                                |                                      |                                      |                 |            | 14 h 30         |            |            |            |                 |            |                 |            |            |            |
| Relais 4 × 10 km Classique et libre                     |                                      |                                      |                 |            |                 |            |            |            |                 | 13 h 30    |                 |            |            |            |
| 15 km Libre                                             | 15 h 00                              |                                      |                 |            |                 |            |            | 13 h 30    |                 |            |                 |            |            |            |
| 30 km skiathlon 15 km classique + 15 km libre           |                                      |                                      |                 | 14 h 30    |                 |            |            |            |                 |            |                 |            |            |            |
| 50 km départ en ligne Classique                         |                                      |                                      |                 |            |                 |            |            |            |                 |            |                 | 13 h 30    |            |            |
| Femmes                                                  |                                      |                                      |                 |            |                 |            |            |            |                 |            |                 |            |            |            |
| Sprint Classique                                        |                                      | 13 h 30                              |                 |            |                 |            |            |            |                 |            |                 |            |            |            |
| Sprint Classique                                        | 15 h 15                              |                                      |                 |            |                 |            |            |            |                 |            |                 |            |            |            |
| Sprint par équipes Libre                                |                                      |                                      |                 |            | 14 h 30         |            |            |            |                 |            |                 |            |            |            |
| Relais 4 × 5 km Classique et libre                      |                                      |                                      |                 |            |                 |            |            |            | 13 h 30         |            |                 |            |            |            |
| 10 km Libre                                             | 13 h 30                              |                                      |                 |            |                 |            | 13 h 30    |            |                 |            |                 |            |            |            |
| 15 km skiathlon 7,5 km classique + 7,5 km libre         |                                      |                                      |                 | 13 h 00    |                 |            |            |            |                 |            |                 |            |            |            |
| 30 km départ en ligne Classique                         |                                      |                                      |                 |            |                 |            |            |            |                 |            | 13 h 00         |            |            |            |
|                                                         |                                      |                                      |                 |            |                 |            |            |            |                 |            |                 |            |            |            |
| S a u t à s k i                                         |                                      |                                      |                 |            |                 |            |            |            |                 |            |                 |            |            |            |
| Hommes                                                  |                                      |                                      |                 |            |                 |            |            |            |                 |            |                 |            |            |            |
| Individuel - Petit Tremplin HS 100                      |                                      |                                      | 19 h 00         | 16 h 30    |                 |            |            |            |                 |            |                 |            |            |            |
| Individuel - Grand Tremplin HS 134                      |                                      |                                      |                 |            |                 |            |            | 17 h 00    | 17 h 00         |            |                 |            |            |            |
| Par équipes - Grand Tremplin HS 134                     |                                      |                                      |                 |            |                 |            |            |            |                 |            | 17 h 00         |            |            |            |
| Femmes                                                  |                                      |                                      |                 |            |                 |            |            |            |                 |            |                 |            |            |            |
| Individuel - Petit Tremplin HS 100                      |                                      | 17 h 00                              | 17 h 00         |            |                 |            |            |            |                 |            |                 |            |            |            |
| Mixte                                                   |                                      |                                      |                 |            |                 |            |            |            |                 |            |                 |            |            |            |
| Par équipes - Petit Tremplin HS 100                     |                                      |                                      |                 |            | 17 h 00         |            |            |            |                 |            |                 |            |            |            |
|                                                         |                                      |                                      |                 |            |                 |            |            |            |                 |            |                 |            |            |            |
| C o m b i n é                                           |                                      |                                      |                 |            |                 |            |            |            |                 |            |                 |            |            |            |
| Hommes                                                  |                                      |                                      |                 |            |                 |            |            |            |                 |            |                 |            |            |            |
| Individuel - Petit Tremplin HS 100 + 10 km              |                                      |                                      | 13 h 30 16 h 00 |            |                 |            |            |            |                 |            |                 |            |            |            |
| Par équipes - Petit Tremplin HS 100 + Relais 4 × 5 km   |                                      |                                      |                 |            | 10 h 00 16 h 00 |            |            |            |                 |            |                 |            |            |            |
| Individuel - Grand Tremplin HS 134 + 10 km              |                                      |                                      |                 |            |                 |            |            |            | 10 h 00 15 h 15 |            |                 |            |            |            |
| Par équipes - Grand Tremplin HS 134 + Sprint 2 × 7,5 km |                                      |                                      |                 |            |                 |            |            |            |                 |            | 10 h 00 16 h 00 |            |            |            |
|                                                         |                                      |                                      |                 |            |                 |            |            |            |                 |            |                 |            |            |            |

1. ↑  Initialement prévu à 10h00.

## Tableau des médailles
| Rang  | Nation     | Or | Argent | Bronze | Total |
| ----- | ---------- | -- | ------ | ------ | ----- |
| 1     | Norvège    | 11 | 4      | 5      | 20    |
| 2     | Allemagne  | 5  | 2      | 1      | 8     |
| 3     | Suède      | 2  | 4      | 3      | 9     |
| 4     | France     | 1  | 2      | 3      | 6     |
| 5     | Autriche   | 1  | 2      | 2      | 5     |
| 6     | Russie     | 1  | 1      | -      | 2     |
| 7     | Tchéquie   | -  | 1      | -      | 1     |
| 8     | Canada     | -  | 1      | 1      | 2     |
| -     | Italie     | -  | 1      | 1      | 2     |
| -     | Japon      | -  | 1      | 1      | 2     |
| -     | États-Unis | -  | 1      | 1      | 2     |
| 12    | Suisse     | -  | 1      | -      | 1     |
| 13    | Pologne    | -  | -      | 2      | 2     |
| 14    | Finlande   | -  | -      | 1      | 1     |
| Total | Total      | 21 | 21     | 21     | 63    |

Classement après 21 épreuves sur 21.

### Athlètes multi-médaillés
| Rang | Nation                 | Or | Argent | Bronze | Total |                  |
| ---- | ---------------------- | -- | ------ | ------ | ----- | ---------------- |
| 1    | Petter Northug         | 4  | 0      | 0      | 4     | Ski de fond      |
| 2    | Therese Johaug         | 3  | 0      | 0      | 3     | Ski de fond      |
| 3    | Rune Velta             | 2  | 1      | 1      | 4     | Saut à ski       |
| -    | Johannes Rydzek        | 2  | 1      | 1      | 4     | Combiné nordique |
| 5    | Severin Freund         | 2  | 1      | 0      | 3     | Saut à ski       |
| -    | Marit Bjørgen          | 2  | 1      | 0      | 3     | Ski de fond      |
| 7    | Carina Vogt            | 2  | 0      | 0      | 2     | Saut à ski       |
| 8    | Charlotte Kalla        | 1  | 1      | 2      | 4     | Ski de fond      |
| 9    | François Braud         | 1  | 1      | 1      | 3     | Combiné nordique |
| -    | Johan Olsson           | 1  | 1      | 1      | 3     | Ski de fond      |
| 11   | Astrid Jacobsen        | 1  | 1      | 0      | 2     | Ski de fond      |
| -    | Eric Frenzel           | 1  | 1      | 0      | 2     | Combiné nordique |
| -    | Anders Bardal          | 1  | 1      | 0      | 2     | Saut à ski       |
| 14   | Jason Lamy-Chappuis    | 1  | 0      | 2      | 3     | Combiné nordique |
| 15   | Maiken Caspersen Falla | 1  | 0      | 1      | 2     | Ski de fond      |
| -    | Anders Gloersen        | 1  | 0      | 1      | 2     | Ski de fond      |
| 17   | Stina Nilsson          | 0  | 3      | 0      | 3     | Ski de fond      |
| 18   | Gregor Schlierenzauer  | 0  | 2      | 0      | 2     | Saut à ski       |
| 19   | Yuki Ito               | 0  | 1      | 1      | 2     | Saut à ski       |
| -    | Stefan Kraft           | 0  | 1      | 1      | 2     | Saut à ski       |
| -    | Maurice Manificat      | 0  | 1      | 1      | 2     | Ski de fond      |
| -    | Alex Harvey            | 0  | 1      | 1      | 2     | Ski de fond      |
| -    | Magnus Moan            | 0  | 1      | 1      | 2     | Combiné nordique |
| -    | Havard Klemetsen       | 0  | 1      | 1      | 2     | Combiné nordique |

Classement final.

## Résultats et podiums

### Ski de fond

#### Hommes
| Épreuves                                                          | Or                                                                          | Argent                                                                        | Bronze                                                                                 |
| ----------------------------------------------------------------- | --------------------------------------------------------------------------- | ----------------------------------------------------------------------------- | -------------------------------------------------------------------------------------- |
| Sprint Classique résultats détaillés                              | Petter Northug Norvège                                                      | Alex Harvey Canada                                                            | Ola Vigen Hattestad Norvège                                                            |
| Sprint par équipes Libre résultats détaillés                      | Norvège- Finn Hågen Krogh - Petter Northug                                  | Russie- Aleksey Petukhov - Nikita Kriukov                                     | Italie- Dietmar Nöckler - Federico Pellegrino                                          |
| Relais 4 × 10 km Classique et libre résultats détaillés           | Norvège- Niklas Dyrhaug - Didrik Tønseth - Anders Gløersen - Petter Northug | Suède- Daniel Richardsson - Johan Olsson - Marcus Hellner - Calle Halfvarsson | France- Jean-Marc Gaillard - Maurice Manificat - Robin Duvillard - Adrien Backscheider |
| 15 km Libre résultats détaillés                                   | Johan Olsson Suède                                                          | Maurice Manificat France                                                      | Anders Gløersen Norvège                                                                |
| 30 km skiathlon 15 km classique + 15 km libre résultats détaillés | Maksim Vylegzhanin Russie                                                   | Dario Cologna Suisse                                                          | Alex Harvey Canada                                                                     |
| 50 km départ en ligne Classique résultats détaillés               | Petter Northug Norvège                                                      | Lukáš Bauer Tchéquie                                                          | Johan Olsson Suède                                                                     |

#### Femmes
| Épreuves                                                | Or                                                                     | Argent                                                                  | Bronze                                                                                     |
| ------------------------------------------------------- | ---------------------------------------------------------------------- | ----------------------------------------------------------------------- | ------------------------------------------------------------------------------------------ |
| Sprint Classique résultats détaillés                    | Marit Bjørgen Norvège                                                  | Stina Nilsson Suède                                                     | Maiken Caspersen Falla Norvège                                                             |
| Sprint par équipes Libre résultats détaillés            | Norvège- Ingvild Flugstad Østberg - Maiken Caspersen Falla             | Suède- Ida Ingemarsdotter - Stina Nilsson                               | Pologne- Justyna Kowalczyk - Sylwia Jaśkowiec                                              |
| Relais 4 × 5 km Classique et libre résultats détaillés  | Norvège- Heidi Weng - Therese Johaug - Astrid Jacobsen - Marit Bjørgen | Suède- Sofia Bleckur - Charlotte Kalla - Maria Rydqvist - Stina Nilsson | Finlande- Aino-Kaisa Saarinen - Kerttu Niskanen - Riitta-Liisa Roponen - Krista Pärmäkoski |
| 10 km Libre résultats détaillés                         | Charlotte Kalla Suède                                                  | Jessica Diggins États-Unis                                              | Caitlin Gregg États-Unis                                                                   |
| 15 km skiathlon 7,5 km C + 7,5 km L résultats détaillés | Therese Johaug Norvège                                                 | Astrid Jacobsen Norvège                                                 | Charlotte Kalla Suède                                                                      |
| 30 km départ en ligne Classique résultats détaillés     | Therese Johaug Norvège                                                 | Marit Bjørgen Norvège                                                   | Charlotte Kalla Suède                                                                      |

### Saut à ski

#### Hommes
| Épreuves                                                | Or                                                                      | Argent                                                                               | Bronze                                                           |
| ------------------------------------------------------- | ----------------------------------------------------------------------- | ------------------------------------------------------------------------------------ | ---------------------------------------------------------------- |
| Petit Tremplin - HS 100 résultats détaillés             | Rune Velta Norvège                                                      | Severin Freund Allemagne                                                             | Stefan Kraft Autriche                                            |
| Grand Tremplin - HS 134 résultats détaillés             | Severin Freund Allemagne                                                | Gregor Schlierenzauer Autriche                                                       | Rune Velta Norvège                                               |
| Grand Tremplin - HS 134 Par équipes résultats détaillés | Norvège- Anders Bardal - Anders Jacobsen - Anders Fannemel - Rune Velta | Autriche- Stefan Kraft - Michael Hayboeck - Manuel Poppinger - Gregor Schlierenzauer | Pologne- Piotr Zyla - Klemens Murańka - Jan Ziobro - Kamil Stoch |

#### Femmes
| Épreuves                                    | Or                    | Argent         | Bronze                          |
| ------------------------------------------- | --------------------- | -------------- | ------------------------------- |
| Petit Tremplin - HS 100 résultats détaillés | Carina Vogt Allemagne | Yuki Ito Japon | Daniela Iraschko-Stolz Autriche |

#### Mixte
| Épreuves                                                | Or                                                                            | Argent                                                         | Bronze                                                           |
| ------------------------------------------------------- | ----------------------------------------------------------------------------- | -------------------------------------------------------------- | ---------------------------------------------------------------- |
| Petit Tremplin - HS 100 Par équipes résultats détaillés | Allemagne- Carina Vogt - Katharina Althaus - Richard Freitag - Severin Freund | Norvège- Line Jahr - Maren Lundby - Anders Bardal - Rune Velta | Japon- Sara Takanashi - Yūki Itō - Noriaki Kasai - Taku Takeuchi |

### Combiné nordique
| Épreuves                                                                   | Or                                                                         | Argent                                                                    | Bronze                                                                             |
| -------------------------------------------------------------------------- | -------------------------------------------------------------------------- | ------------------------------------------------------------------------- | ---------------------------------------------------------------------------------- |
| Individuel - Petit Tremplin HS 100 + 10 km résultats détaillés             | Johannes Rydzek Allemagne                                                  | Alessandro Pittin Italie                                                  | Jason Lamy-Chappuis France                                                         |
| Par équipe - Petit Tremplin HS 100 + Relais 4 × 5 km résultats détaillés   | Allemagne- Tino Edelmann - Eric Frenzel - Fabian Riessle - Johannes Rydzek | Norvège- Magnus Moan - Håvard Klemetsen - Mikko Kokslien - Jørgen Graabak | France- François Braud - Maxime Laheurte - Sébastien Lacroix - Jason Lamy-Chappuis |
| Individuel - Grand Tremplin HS 134 + 10 km résultats détaillés             | Bernhard Gruber Autriche                                                   | François Braud France                                                     | Johannes Rydzek Allemagne                                                          |
| Par équipe - Grand Tremplin HS 134 + Sprint 2 × 7,5 km résultats détaillés | France- François Braud - Jason Lamy-Chappuis                               | Allemagne- Eric Frenzel - Johannes Rydzek                                 | Norvège- Håvard Klemetsen - Magnus Moan                                            |